# ジョーイ・クレイマー (俳優)
ジョーイ・クレイマー（Joey Cramer 1973年8月23日 - ）は、カナダのブリティッシュコロンビア州バンクーバー出身の子役俳優。1986年の映画『ナビゲイター』では主役のデビッド・フリーマンを演じた。
シーシェルトでスポーツショップを経営していたが、2016年、銀行強盗を働いてカナダ連邦警察に逮捕された。

## 出演作品
- 未来警察 Runaway (1984)
- The Clan of the Cave Bear (1986)
- Disneyland (1986) - テレビシリーズ
- ナビゲイター Flight of the Navigator (1986)
- ジェシカおばさんの事件簿 Murder, She Wrote (1986) - テレビシリーズ
- Stone Fox (1987) - テレビシリーズ
- ラスト・パーティ It's My Party (1996) - *クレジットなし